# Trédarzec
Trédarzec (en bretó Tredarzeg) és un municipi francès, situat a la regió de Bretanya, al departament de Costes del Nord. L'any 1999 tenia 999 habitants.

## Demografia
| 1962                                       | 1968  | 1975 | 1982  | 1990  | 1999 |
| ------------------------------------------ | ----- | ---- | ----- | ----- | ---- |
| 1.068                                      | 1.128 | 997  | 1.058 | 1.023 | 999  |
| Des de 1962: població sense dobles comptes |       |      |       |       |      |

## Administració
| Període   | Identitat          | Partit |
| --------- | ------------------ | ------ |
| 2001-2008 | Jean-Pierre Briant |        |
| 2008-     | Yvon Le Séguillon  |        |